# آيت مرزوك (آيت مرزوك)
آيت مرزوك هو دُوَّار يقع بجماعة أنمزي، إقليم ميدلت، جهة درعة تافيلالت في المملكة المغربية. ينتمي الدوّار لمشيخة آيت مرزوك التي تضم دوار واحد. يقدر عدد سكانه بـ 542 نسمة حسب الإحصاء الرسمي للسكان والسكنى لسنة 2004.

## وصلات خارجية
- البوابة الوطنية للجماعات الترابية
- المندوبية السامية للتخطيط